# Aleksej Tsjervotkin
Aleksej Aleksandrovitsj Tsjervotkin (Russisch: Алексей Александрович Червоткин) (Zykovy, 30 april 1995) is een Russische langlaufer. Hij nam onder olympische vlag deel aan de Olympische Winterspelen 2018 in Pyeongchang en aan de Olympische Winterspelen 2022 in Peking.

## Carrière
Bij zijn wereldbekerdebuut, in maart 2015 in Lahti, scoorde Tsjervotkin direct wereldbekerpunten. In januari 2016 behaalde de Rus in Nové Město zijn eerste toptienklassering in een wereldbekerwedstrijd. Op de wereldkampioenschappen langlaufen 2017 in eindigde hij als dertiende op de 50 kilometer vrije stijl, op de estafette veroverde hij samen met Andrej Larkov, Aleksandr Bessmertnych en Sergej Oestjoegov de zilveren medaille. Tijdens de Olympische Winterspelen van 2018 in Pyeongchang eindigde Tsjervotkin als twaalfde op de 50 kilometer klassieke stijl. Samen met Andrej Larkov, Aleksandr Bolsjoenov en Denis Spitsov sleepte hij de zilveren medaille in de wacht op de estafette.
In Oberstdorf nam hij deel aan de wereldkampioenschappen langlaufen 2021. Op dit toernooi eindigde hij als veertiende op de 50 kilometer klassieke stijl en als achttiende op de 30 kilometer skiatlon, op de estafette legde hij samen met Ivan Jakimoesjkin, Artjom Maltsev en Aleksandr Bolsjoenov beslag op de zilveren medaille.
Op 13 februari 2022 won hij in een team met Sergej Oestjoegov, Aleksandr Bolsjoenov en Denis Spitsov, goud op de 4x10 km estafette tijdens de Olympische Winterspelen in Peking.

## Resultaten

### Olympische Winterspelen
| Jaar | Plaats      | Onderdeel                                     |
| ---- | ----------- | --------------------------------------------- |
| 2018 | Pyeongchang | 12e 50 km klassieke stijl · 4×10 km estafette |
| 2022 | Peking      | 4x10 km estafette                             |

### Wereldkampioenschappen
| Jaar | Plaats     | Resultaten                                                         |
| ---- | ---------- | ------------------------------------------------------------------ |
| 2017 | Lahti      | 13e 50 km vrije stijl · 4×10 km estafette                          |
| 2021 | Oberstdorf | 18e 30 km skiatlon · 14e 50 km klassieke stijl · 4×10 km estafette |

### Wereldbeker
Eindklasseringen
| Seizoen   | Algm | DI  | SP  | TdS |
| --------- | ---- | --- | --- | --- |
| 2014/2015 | 132e | 81e | –   | –   |
| 2015/2016 | 87e  | 49e | –   | –   |
| 2016/2017 | 86e  | 55e | –   | DNF |
| 2017/2018 | 11e  | 11e | –   | 9e  |
| 2018/2019 | 38e  | 24e | –   | –   |
| 2019/2020 | 50e  | 32e | –   | –   |
| 2020/2021 | 13e  | 13e | 66e | 17e |